# 谢尔盖·弗拉基米罗维奇·戈里亚切夫
謝爾蓋·弗拉基米羅維奇·戈里亚切夫（俄语：Сергей Владимирович Γорячев，羅馬化：Sergey Vladimirovich Goryachev，1970年12月22日—2023年6月12日），呼號「石窟」（Грот），俄羅斯陸軍少將，曾任俄羅斯駐塔吉克第201軍事基地指揮官和第35諸兵種合成集團軍參謀長。

## 生平
戈里亚切夫於1970年10月22日出生於蘇聯莫斯科州奧熱列利耶。1994年畢業於梁贊近衛高等空降指揮學校，2008年畢業於俄羅斯聯邦軍隊綜合軍事學院。

## 事蹟
戈里亚切夫原為偵察排排長，後任團偵察長助理，後任偵察連副連長、偵察連連長、傘兵營長。從2011年到2013年，他是俄羅斯作戰指揮部之一的西部軍區聯合軍的一個獨立摩托化步槍旅的副旅長。2013年3月，他被任命為駐德涅斯特河沿岸共和國俄軍作戰組組長。自2018年11月14日（2018年11月21日正式就職）起，他被任命為塔吉克俄羅斯第201軍事基地指揮官，獲授予該部門獎章。2022年1月至2月，當時尚是上校軍銜的戈里亚切夫在第201俄羅斯軍事基地的職務被葉夫根尼·科維林上校取代。
戈里亚切夫曾參與第一次及第二次車臣戰爭，2000年獲得俄羅斯英雄金星勳章。他在2022年俄羅斯入侵烏克蘭時擔任第5獨立坦克旅的旅長，並晉升為該旅參謀長。Telegram上的一篇帖子報導指，戈里亚切夫和其他幾名高級軍官於2023年6月12日在一次襲擊中陣亡，據稱是於扎波羅熱州進行反攻的烏克蘭武裝部隊對俄軍陣地發射一枚暴風影導彈所導致。親俄戰地記者在尤里·科蒂諾克在其Telegram形容戈里亚切夫是「最聰明和最有行動力的將領」。俄佔扎波羅熱政治人物弗拉基米爾·羅戈夫對戈里亚切夫之死表示哀悼。

## 榮耀
- 俄羅斯聯邦英雄[1]
- 勇氣勳章[4]
- 軍功勳章[4]
- 一級祖國功勳勳章[5]

## 另見
- 2022年入侵烏克蘭期間的俄羅斯將軍陣亡列表